# 阿尔巴斯
阿尔巴斯（法語：Albas，法語發音：[albas] ⓘ）是法国洛特省的一个市镇，属于卡奥尔区。

## 地理
阿尔巴斯（44°28'6"N, 1°14'12"E）面积21.84 平方千米，位于法国奧克西塔尼大區洛特省，该省份为法国西南部内陆省份，北起顺时针与科雷兹省、康塔爾省、阿韦龙省、塔恩-加龙省、洛特-加龍省和多尔多涅省接壤。
与阿尔巴斯接壤的市镇（或旧市镇、城区）包括：昂格拉尔-瑞亚克、贝莱、康拜拉克、卡尔纳克-鲁菲亚克、卡斯泰尔弗朗、吕泽什、圣樊尚里沃多尔特、索泽。

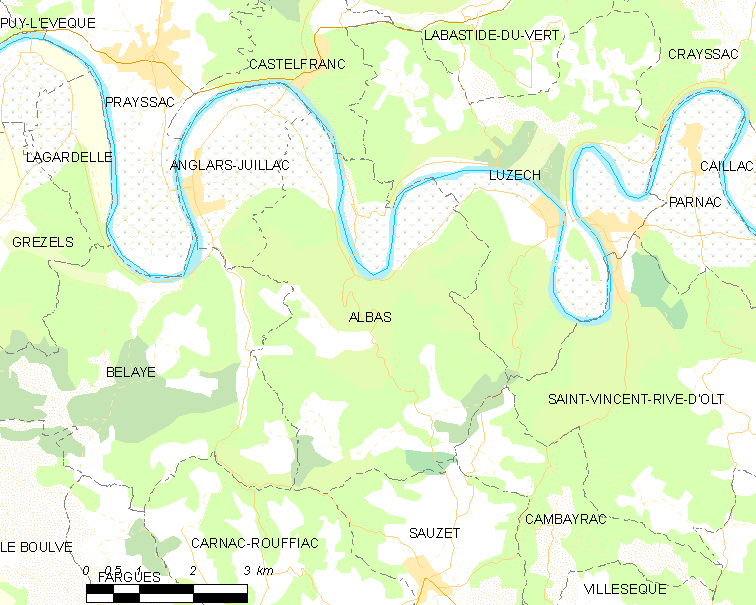
阿尔巴斯的OSM定位图

阿尔巴斯的时区为UTC+01:00、UTC+02:00（夏令时）。

## 行政
阿尔巴斯的邮政编码为46140，INSEE市镇编码为46001。

## 政治
阿尔巴斯所属的省级选区为吕泽什县。

## 人口

1962-2008年间阿尔巴斯人口变化图示

阿尔巴斯于2022年1月1日时的人口数量为529人。